# Zajezdnia tramwajowa przy alei Grunwaldzkiej w Gdańsku

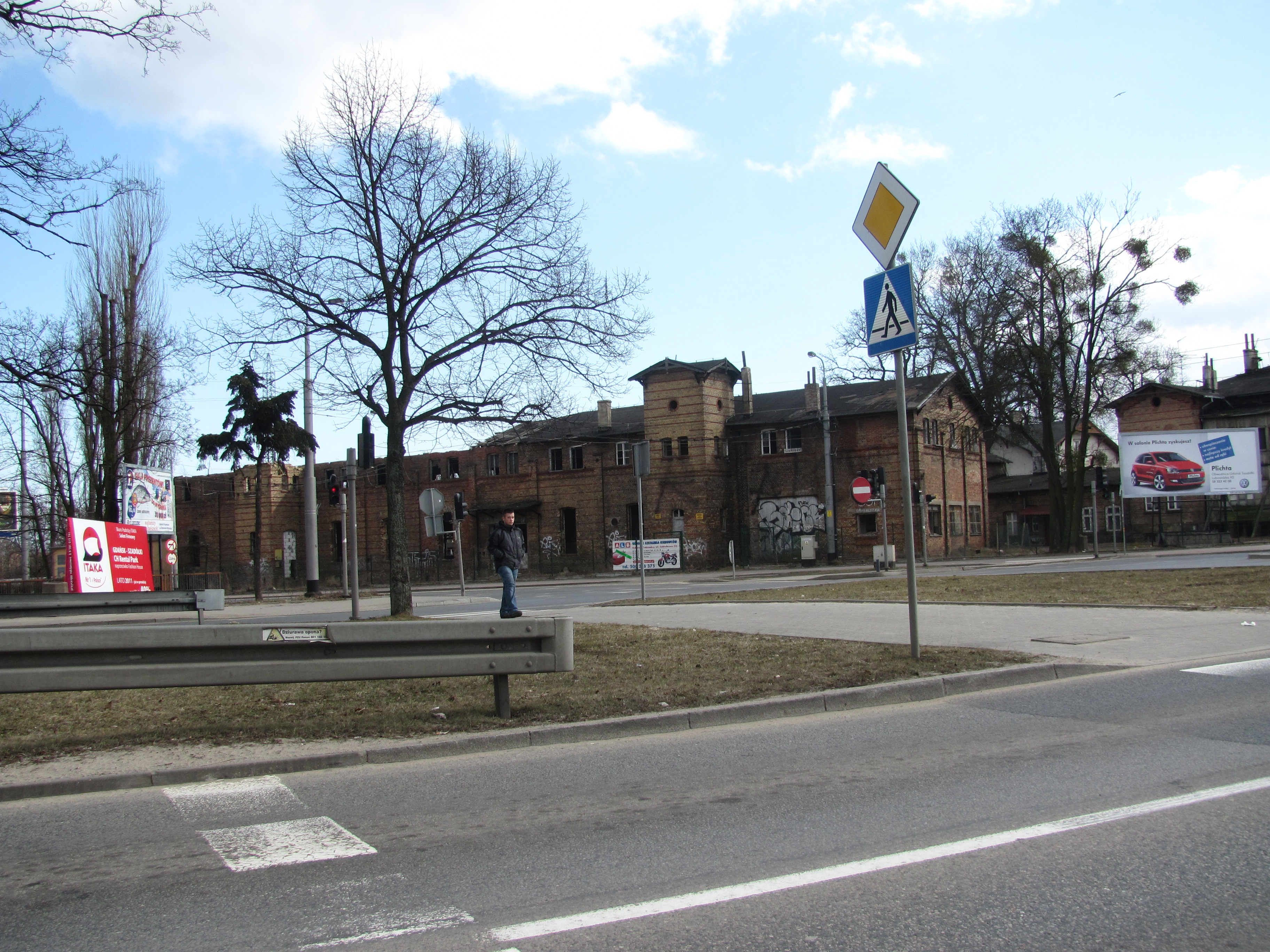
Zrujnowany budynek zajezdni w marcu 2011

Zajezdnia tramwajowa przy al. Grunwaldzkiej w Gdańsku – kompleks budynków nieczynnej zajezdni tramwajów konnych w Gdańsku, stanowiąca zabytek architektury przemysłowej.

## Historia

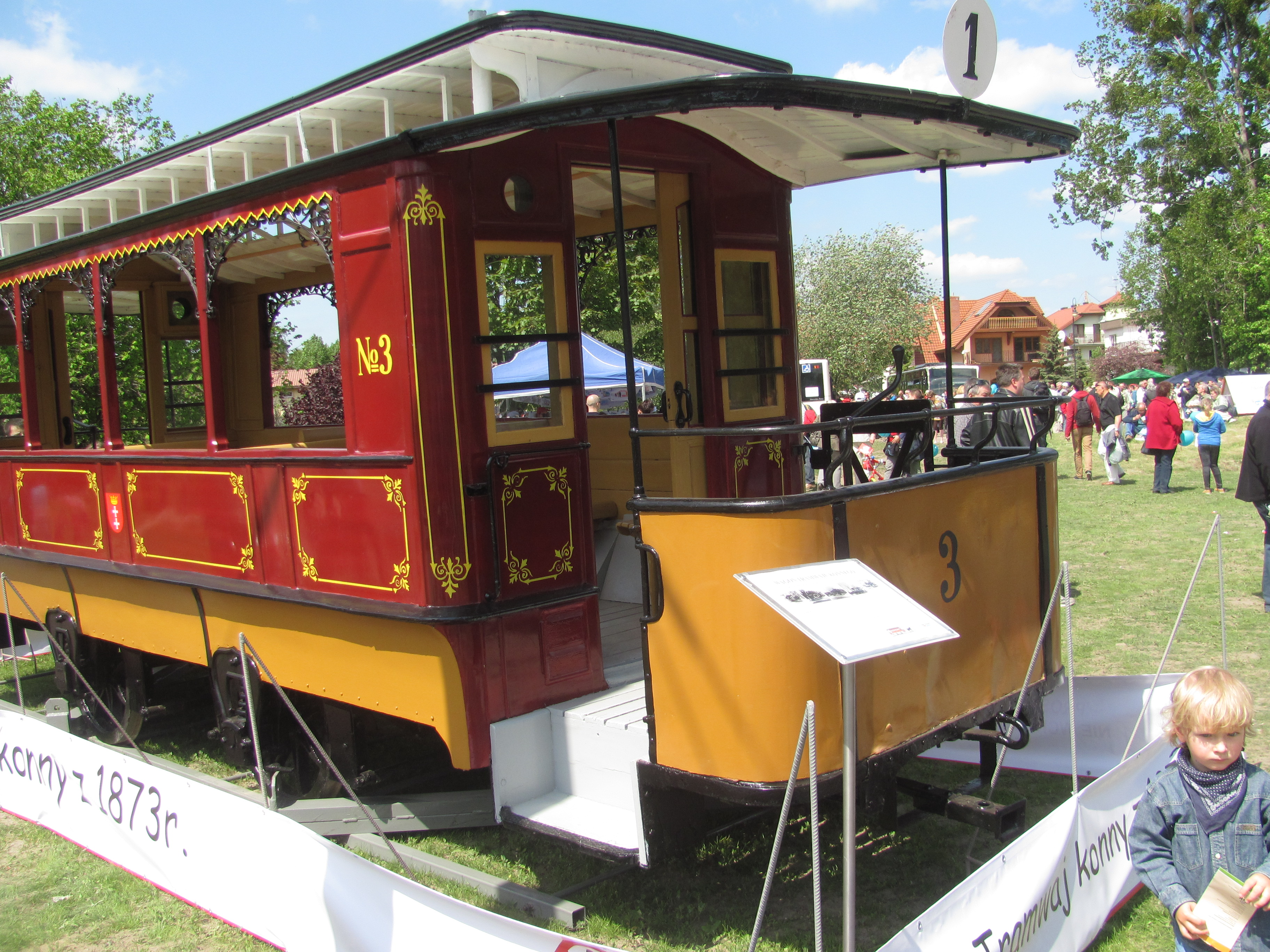
Oryginalny tramwaj konny Herbrand z 1873, jeden z 25 wagonów do obsługi linii Śródmieście - Oliwa; ze zbioru taboru historycznego GAiT

Zespół budynków zajezdni tramwajów konnych w gdańskiej Oliwie został oddany do użytku 23 czerwca 1873 r., dla obsługi pierwszej w Gdańsku linii tramwaju konnego. Hala była konstrukcji trzynawowej, nawy oddzielone były drewnianymi filarami, na piętrze były pomieszczenia socjalne. Trasa tramwaju wiodła z Targu Siennego w Śródmieściu przez Wrzeszcz do podmiejskiej wówczas Oliwy, biegnąc równolegle do kolei w osi dzisiejszej al. Grunwaldzkiej. Już jednak rok później wskutek konkurencji kolei żelaznej (obecna linia kolejowa nr 202) linia Gdańsk-Oliwa została zawieszona, a torowisko rozebrane. Ponownie tramwaj konny dotarł do Oliwy dopiero w 1901 r. za sprawą przedsiębiorstwa ALS z Wrzeszcza, tym razem tory poprowadzone były dalej od trasy kolei, wzdłuż dzisiejszej ul. Wita Stwosza. Zbudowano pętlę tramwajową pomiędzy zajezdnią a bramą parku Oliwskiego, w 1903 r. dobudowano drugi tor na tej trasie. 18 lipca 1908 r. uruchomiono nową linię tramwaju z Oliwy do kąpieliska w Jelitkowie. Na pętli w Oliwie można było przesiąść się na tramwaj do Śródmieścia. W 1939 roku wskutek wojennych oszczędności zawieszono kursowanie tramwaju na trasie do Śródmieścia. 21 lipca 1945 r. uruchomiono ruch tramwajów od pętli Oliwa do wysadzonego wiaduktu przy zajezdni przy ul. Wita Stwosza, gdzie można było się przesiąść na tramwaj do Wrzeszcza i Śródmieścia, od początku listopada czynne już było bezpośrednie połączenie z centrum. 10 listopada 1946 położono tory przekazane przez PKP i uruchomiono linię nr 7 na trasie Śródmieście, Targ Węglowy - Wrzeszcz - Oliwa - Sopot. Linia do Sopotu funkcjonowała do 1961 r.
W 1874 r. po likwidacji linii tramwajowej w budynku zajezdni zlokalizowano fabrykę mydła. Wskutek uruchomienia 18 lipca 1908 roku komunikacji tramwajowej z Oliwy do Jelitkowa ponownie zaadaptowano budynek na zajezdnię, tym razem linia tramwajowa była zelektryfikowana. Po I wojnie światowej przez krótki czas mieściło się tu więzienie. Po II wojnie światowej przez lata była tu zajezdnia WPKGG (Wojewódzkie Przedsiębiorstwo Komunikacyjne Gdańsk–Gdynia) i baza transmisyjna TV, w tym czasie dokonano również podziału hali parteru na mniejsze pomieszczenia. W latach 80. XX wieku powstały tu mieszkania dla pracowników ZKM, następnie przekształcone w mieszkania komunalne gminy Gdańsk.
W 1998 roku miasto Gdańsk sprzedało historyczny budynek Fundacji Edukacji Gospodarczej „Pro Publico Bono”. W umowie Fundacja zobowiązała się do wyremontowania zajezdni, jednakże koszty przerosły jej możliwości i w 2007 roku obiekt został sprzedany firmie Easy.pl Krzysztofa Mielewczyka. Właściciel nie krył zamiarów rozbiórki obiektów, dwukrotnie zwracał się do Ministerstwa Kultury i Dziedzictwa Narodowego o skreślenie go z rejestru zabytków.
Mimo tego, że obiekt znajduje się pod nadzorem Pomorskiego Konserwatora Zabytków, jego stan techniczny gwałtownie się pogarsza, wybuchają w nim kolejne pożary, budynek został płonął dwukrotnie na przełomie sierpnia i września 2011, ponownie palił się we wrześniu 2011, prokuratura ustaliła, że został podpalony w trzech miejscach, płonął też w marcu 2012 r.